# Kantonales Kulturzentrum Palais Besenval

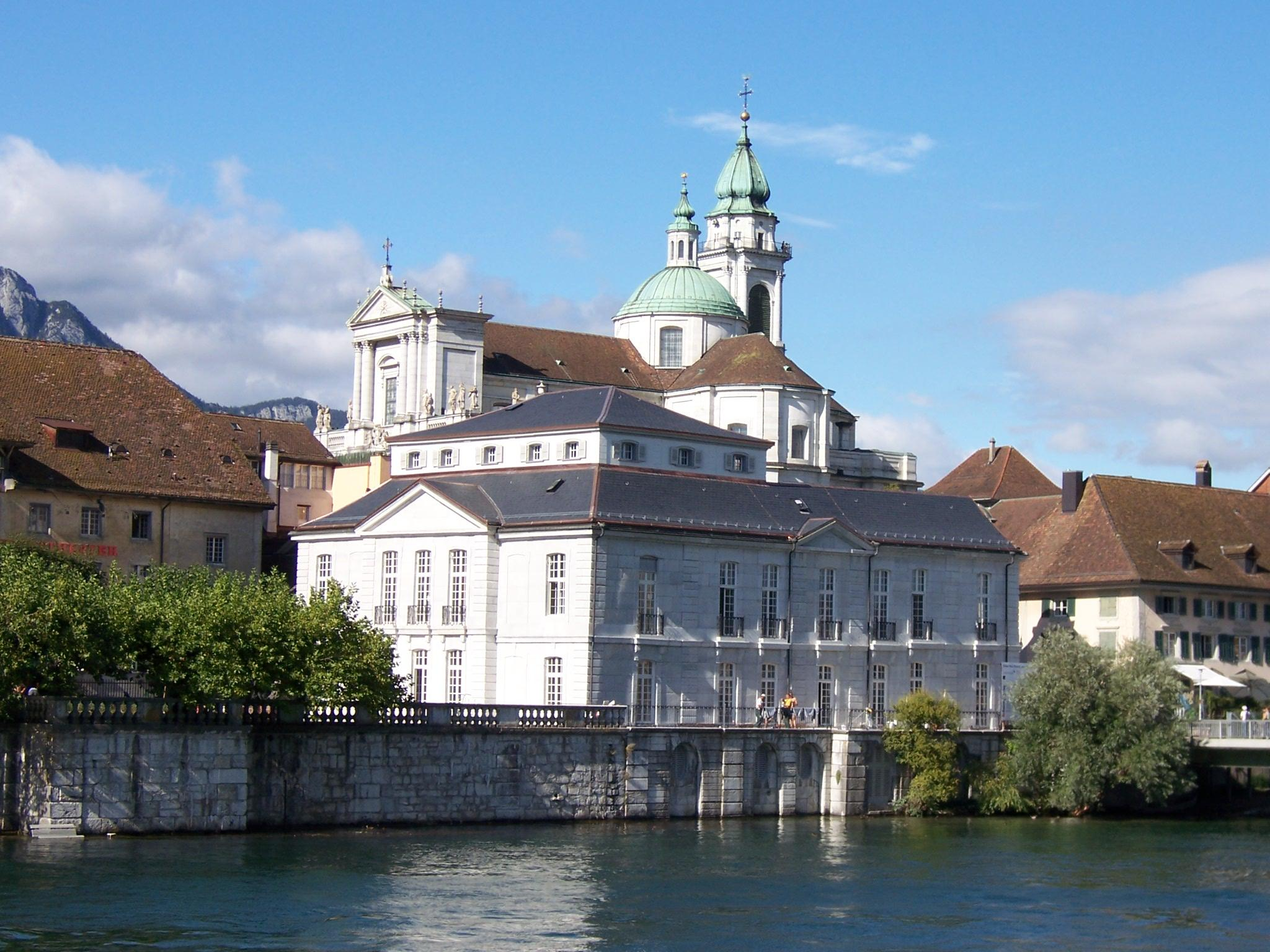
Das Palais Besenval vor der St. Ursenkathedrale

Das Kantonale Kulturzentrum Palais Besenval war ein staatliches Kulturzentrum in der Schweizer Stadt Solothurn, das von 1990 bis 2000 existierte. Es befand sich im Palais Besenval an der Kronengasse 1 und diente hauptsächlich als Kunsthalle.

## Geschichte
Das Kulturzentrum wurde am 6. Mai 1990 durch das Kuratorium für Kulturförderung des Kantons Solothurn gegründet. Es belegte das Erdgeschoss (zwei Ausstellungsräume mit insgesamt 230 m², und Dokumentationszentrum) und den Garten (560 m²) des Palais Besenval, während das Obergeschoss vom Solothurner Amt für Justiz belegt wurde. Das Logo des Kulturzentrums war von Hans Küchler gestaltet.
Zweck des Kulturzentrums waren der „Innerkantonale Austausch zeitgenössischen Kunstschaffens“, der „Ausbau des kulturellen Beziehungsnetzes innerhalb des Kantons“, die „Förderung des Kulturaustauschs über die Kantonsgrenzen hinaus“ und die „Dokumentation über Kunst, Kultur und Brauchtum“. Wie das Begegnungszentrum Waldegg für den interkantonalen Bereich, so verstand sich das Palais Besenval als „innerkantonale Brücke von Mensch zu Mensch, von Region zu Region…“ (Peter André Bloch, 1990). Das Kulturzentrum organisierte hauptsächlich Kunstausstellungen. Das Kuratorium verband mehrmals bildende Kunst mit Literatur, so zu Friedrich Dürrenmatt (Bilder, Zeichnungen und Skizzen) an den Solothurner Literaturtagen (1991), oder zur „Malerfreundschaft“ zwischen Hermann Hesse und Cuno Amiet (1998).
Nach zehn Jahren Betrieb fiel das Kulturzentrum dem steuerpolitischen Sparpaket „SO Plus“ zum Opfer: Der Solothurner Regierungsrat beschloss die Schliessung des Kulturzentrums und schrieb das Erdgeschoss und den Garten des Palais Besenval zur Miete aus. Mit seiner Ausstellung Totentanz von April bis Mai 2000 läutete das Kulturzentrum sein Ende ein. Am 31. August 2000 wurde das Kantonale Kulturzentrum Palais Besenval aufgelöst. In den folgenden Jahren zentralisierte der Kanton seinen Bereich Kultur im Schloss Waldegg.

## Ausstellungen
| Titel | Jahr | Katalog                |
| --- | ---- | ---------------------- |
| Eröffnung des Palais Besenval                                                                                  | 1990 | OCLC 75598097          |
| Friedrich Dürrenmatt: Bilder, Zeichnungen, Skizzen aus der Sammlung Hans und Kathy Liechti                     | 1991 | ISBN 978-3-9520119-1-1 |
| Benno Geiger 1903–1979                                                                                         | 1991 | OCLC 84346861          |
| Weissbuch Schwarzbubenland                                                                                     | 1991 | ISBN 978-3-9520119-0-4 |
| Annemarie Würgler: plastische Arbeiten                                                                         | 1992 | OCLC 983477580         |
| Alois Winiger: „dein und mein Alltag“                                                                          | 1993 | OCLC 83742770          |
| Aussenwelten–Innenwelten: Landschaft in zeitgenössischer Kunst                                                 | 1994 | OCLC 75675114          |
| Körpersprache: Ursula Baur, Marianne Flück-Derendinger, Rosmarie Gehriger, Sandra Meister, Barbara Meyer Cesta | 1996 | ISBN 978-3-9520119-9-7 |
| Franz Anatol Wyss: Übersicht: Zeichnungen und Original-Druckgrafik zum Jubiläum 30 Jahre künstlerische Arbeit  | 1996 | OCLC 80109908          |
| Auf dem 47. Breitengrad                                                                                        | 1997 | OCLC 81374955          |
| August Jaeger 1881–1954                                                                                        | 1998 | ISBN 978-3-906592-00-8 |
| Die Hoffnung stirbt zuletzt: Belarus im Jahre Zwölf nach Tschernobyl                                           | 1998 | ISBN 978-3-85502-637-1 |
| Hermann Hesse und Cuno Amiet – eine Malerfreundschaft                                                          | 1998 | OCLC 313526364         |
| Rom Foto | 1998 | ISBN 978-3-906592-02-2 |
| Meditationsweg Einsiedelei: der Solothurner Kreuzweg bei der Verena-Schlucht                                   | 1999 | OCLC 1084736909        |
| Oder in Venedig: Fotomontagen                                                                                  | 1999 | ISBN 978-3-85881-114-1 |